# 葛飾区立清和小学校
葛飾区立清和小学校（かつしかくりつ せいわしょうがっこう）は、東京都葛飾区立石6丁目にある公立小学校。学校名は「清新和合」から2字をとって名付けられた。

## 沿革
- 1951年（昭和26年）11月 - 葛飾区立葛飾小学校立石分校として開設[3]。
- 1952年（昭和27年）4月1日 - 葛飾区立清和小学校として独立・開校[3]。
- 1969年（昭和44年） - 現校舎建築[4]。
- 2022年（令和4年）長期休暇期間中 - 教室の一室の断熱改修工事実施[4]。

## 通学区域
出典
- 立石5丁目（13番～28番）
- 立石6丁目（全域）
- 立石7丁目（1番～31番）

## 進学先中学校
出典
- 葛飾区立立石中学校

## 学校周辺
葛飾区中心部に位置する
- 清和小学校学童保育クラブ - 同一敷地内
- 葛飾区立立石中学校 - 校地北側に隣接。かつ、進学先中学校。
- 葛飾都税事務所 - 立石さくら通り（葛飾区道）をはさんで、校地西側に隣接。
- 葛飾区役所 - 葛飾都税事務所と同一建物内。
  - 葛飾区役所内郵便局
- 葛飾区役所西清掃事務所
- 東京都立南葛飾高等学校 - 立石中学校と葛飾区道をはさんで、北側に隣接。

## 交通アクセス
- 京成タウンバス「綾02」・「有57」・「有70」・「新小52乙」、京成バス「新小53」の各系統で、「葛飾区役所」停留所より、
  - 「新小52乙」を除く系統のりばから、徒歩約235m・約4分。
  - 「新小52乙」系統のりばから、徒歩約235m・約4分。
    - なお、校地から停留所まで、最短で約30mほどだが、道路（横断歩道設置個所など）と校門（正門）との位置関係などで、約8倍の遠廻りとなる。
- 京成電鉄押上線京成立石駅から、徒歩約610m・約9分。